# Ponte di Shering
Il ponte di Schering è un tipico ponte per la misura delle caratteristiche dei condensatori.

## Funzionamento
Viene alimentato in corrente alternata ed è composto da una serie tra il condensatore da misurare (che intrinsecamente contiene una resistenza interna dovuta alla non idealità) e un resistore R3 variabile, il tutto in parallelo ad una serie tra un condensatore C1 di capacità nota e un parallelo tra un resistore R2 di valore noto e un condensatore variabile C2 che dev'essere regolato per raggiungere l equilibrio.
Tra i 2 paralleli sarà inserito un indicatore di zero (galvanometro) con opportuna sensibilità.

## Condizione di equilibrio
{\displaystyle {\frac {R_{3}}{j{\omega }C_{1}}}={\frac {R_{x}+{\frac {1}{j{\omega }C_{x}}}}{{\frac {1}{R_{2}}}+j{\omega }C_{2}}}}

## Grandezze misurabili
Valore della capacità
{\displaystyle C_{x}={\frac {R_{2}}{R_{3}}}*C_{1}}
Valore della resistenza intrinseca
{\displaystyle R_{x}={\frac {C_{2}}{C_{1}}}*R_{3}}
Valore dell'errore di angolo introdotto dalla resistenza intrinseca (minore di π/2)
{\displaystyle tan{\delta }_{x}={\frac {R_{x}}{\frac {1}{{\omega }C_{x}}}}={\omega }R_{x}*C_{x}={\omega }{\frac {C_{2}}{C_{1}}}R_{3}{\frac {R_{2}}{R_{3}}}C_{1}={\omega }R_{2}*C_{2}}